# 2783612007 JJ
(268361) 2007 JJ43 هو جرم وراء نبتوني يدور حول الشمس بالقرب من الحافة الخارجية لحزام كايبر. استنادا إلى لمعانة ،من المرجح أن يكون كوكب قزم محتمل 
وقد التقطت صور اكتشافه في عام 2007، وقدرة المطلق 4.5 وهو أحد ألمع الأجرم وراء نبتونية العشرين.
على افتراض أن لديه بياض نموذجي هذا من شأنه أن يجعل حجمة (حوالي 530-620 كم قطر). يسرد موقع مايك براون هذا الجرم على أنه كوكب قزم «محتمل للغاية»